# Bánkúti Imre
| Bánkúti Imre                              | Bánkúti Imre                                                                                              |
| Kattints az alábbi külső linkek egyikére! | Kattints az alábbi külső linkek egyikére!                                                                 |
| ----------------------------------------- | --- |
| Nem található szabad kép.(?)              | |
| külső link · jogvédett                    | Mészáros Kálmán: Bánkúti Imre (1927–2009) [Megemlékezés. Hadtörténelmi Közlemények, 122. (2009) 581–583.] |

Bánkúti Imre (Battonya, 1927. október 8. – Budapest, 2009. február 22.) magyar–történelem szakos tanár, történész, a Rákóczi-szabadságharc neves kutatója, az MTA Történettudományi Bizottság tagja.

## Szakmai életútja
Battonyán a polgári iskola elvégzése után 1942-ben családjával Szegedre költözött. Az újszegedi tanítóképzőben érettségizett és tanítói oklevelet szerzett. (1946), a Szegedi Tudományegyetemen történelem–magyar szakos tanári oklevelet szerzett (1950), a történelemtudomány kandidátusa (1970). A Szegedi Tudományegyetem Történeti Intézetének tanársegéde (1950–1957); közben az MTA–TMB-n Ember Győző aspiránsa (1953–1956), a forradalom idején tett különböző kijelentéseiért elbocsátották (1957). A szegedi Építők Művelődési Otthon segédkönyvtárosa (1957–1958), a Budapesti Dózsa György Általános Iskola nevelőtanára (1958), az Óbudai Árpád Gimnázium tanára (1958–1961)  A Magyar Nemzeti Múzeum (MNM) muzeológusa (1961–1971), az Újkori Osztály vezetője (1971–1983), a Budapesti Történeti Múzeum főigazgató-helyettese (1983–1987). Középkori és kora újkori magyar történelemmel, elsősorban a Rákóczi-szabadságharc történetével, 18. sz.-i magyar ipartörténettel foglalkozott. Különösen értékes forráskiadói tevékenysége: számos addig ismeretlen Rákóczi-dokumentumot talált meg és tett közzé, továbbá kiadta gr. Károlyi Sándor levelezését és a szabadságharc egyéb, megyei dokumentumait. Muzeológusként részt vett a Magyar Nemzeti Múzeum állandó kiállítása (A magyar nép története a honfoglalástól 1949-ig, 1967), a torinói Kossuth- (1969), és a rodostói Rákóczi-emlékkiállítás megrendezésében (1970-es évek).

## ÁBTL iratok
- Bánkuti Imre vonatkozó jelentések, aki a Szegedi Tudományegyetem Történeti Intézetének tanársegéde (1950–1957) volt, közben az MTA–TMB-n Ember Győző aspiránsa (1953–1956), a forradalom idején tett különböző kijelentéseiért elbocsátották (1957). A következő ügynökök jelentettek Róla:

- 3.1.2. M-18293. „Dugonics (Erdősi)”. A BM Csongrád MRFK V. Osztálya foglalkoztatta az "Erdősi" (később" Dugonics") fedőnevű ügynököt, aki a szegedi irodalmi életről, az úgynevezett szegedi írócsoport tagjairól), az egyetemről és a város kulturális életének fontosabb személyiségeiről jelentett. 1956-1959. „Dugonics”, „Erdősi” valós neve a VI.-os kartonja alapján: Ertsey Péter (Pápa, 1921. október 21.-Szeged, 1971. október 3.) költő, szerkesztő.

- 3.1.2. M-41884. „Sziklai Barna”. A hálózati személy (ügynök, 1968 novemberétől informátor, 1973 februárjától titkos megbízott) irodalomtörténész volt. 1952-től a Szegedi Tudományegyetemen tanított, majd 1958-tól a Magyar Tudományos Akadémia (MTA) Irodalomtudományi Intézetében, 1963-tól pedig a Petőfi Irodalmi Múzeumban dolgozott. 1957 májusától működött együtt Sziklai Barna fedőnéven az állambiztonsági szervekkel.[] Feladata a szegedi bölcsészkar oktatói és a budapesti irodalomkutatók jellemzése és politikai magatartásuk megfigyelése volt. Adott jelentést az 1956 előtti egyetemi vitákról, valamint az 1956 utáni fegyelmi eljárások által kiváltott hangulatról is. 1957-1964. „Sziklai Barna” valódi neve a VI.-os kartonja alapján Szekeres László (Szajol, 1927.február 1.-2014.) irodalomtörténész. ld.: Pál Zoltán. Sziklai Barna” jelentései az MTA Irodalomtörténeti Intézetéről (1958–1964) I. rész. Az ügynök: Szekeres László („Sziklai Barna”) Betekintő. 2022. 1. sz.  A tanulmány II. része. Betekintő. 2022. 2. sz.

- Pál Zoltán. „Sziklai Barna” jelentései az MTA Irodalomtörténeti Intézetéről (1958–1964) I. rész.[3]

- Pál Zoltán. „Sziklai Barna” jelentései az MTA Irodalomtörténeti Intézetéről (1958–1964) II. rész. [4]

## Kitüntetései
- Szocialista Kultúráért (1980)

- Móra Ferenc-emlékérem (1988).

- Széchényi Ferenc-emlékérem (1998).

## Fontosabb művei
- Az Alföld népének harca a török hódítók ellen a mohácsi csata után. 1526–1527 (Szeged, 1957)

- Gazdasági irányítás és centralizáció a Rákóczi-szabadságharcban. 1703–1711. (Folia Archaeologica, 1963)

- A hőgyészi textilmanufaktúra. 1729–1732. (Folia Archaeologica, 1964)

- A parasztság és a nemesség adózása a Rákóczi-szabadságharcban. (Folia Archaeologica, 1967)

- A Rákóczi-szabadságharc gazdasági problémái. Kandidátusi értekezés. (Bp., 1969)

- A kurucok első dunántúli hadjáratai. 1704. jan.–ápr. (Bp., 1975)

- A szatmári béke. (Bp., 1981)

- Pápa története a török uralom végétől a szatmári békéig. 1683–1711. (Tanulmányok Pápa város történetéből a kezdetektől 1970-ig. Szerk. Kubinyi András. Pápa, 1994)

- A magyar nép története. Egyetemi jegyzet. Szerkesztette.  (Szeged, 1951)

- Rákóczi hadserege. 1703–1711. Dokumentumgyűjtemény. Válogatta, bevezetőt írta. (Bp., 1976)

- Lónyay Ferenc fegyveresítési és ruházati főhadbiztos válogatott iratai. Sajtó alá rendezte, bevezetőt írta. (Vaja– Nyíregyháza, 1980)

- Cserei Mihály: Erdély históriája. 1661-1711. Sajtó alá rend., a bevezető tanulmányt írta. (Bp., 1983)

- Az erdélyi Consilium leveleskönyve és iratai 1705, 1707–1710. Sajtó alá rend., a bevezető tanulmányt írta. (Bp., 1985)

- A Rákóczi- szabadságharc történetének dokumentumai. 1703–1704. Összeállította. (Miskolc, 1989)

- Dokumentumok a szatmári béke történetéhez. (Bp., 1991)

- A kuruc függetlenségi háború gazdasági problémái. 1703–1711. (Bp., 1991)

- Iratok Máramaros vármegye történetéhez. 1703–1711. (Bp., 1992)

- Iratok a Rákóczi-szabadságharcból. Kecskemét város és körzete. 1–2. Sajtó alá rendezte. (Kecskemét, 1992–1994)

- Pest-Pilis-Solt vármegye a Rákóczi-korban. I–II. (Előmunkálatok Pest vármegye monográfiájához. 2. Bp., 1996)

- Károlyi Sándor levelei Érsekújvárból és három várvédő szabályzata. 1710. Összeállította. (Vaja, 2000)

- A Rákóczi- szabadságharc dokumentumai Abaúj-Torna, Borsod, Gömör-Kishont és Zemplén megyékből. 1703–1711. I–IV. Összeállította. (Miskolc, 2003–2005)

- II. Rákóczi Ferenc ezertizenkét napja. Beniczky Gáspár fejedelmi titkár diáriuma. 1707. május 24.–1710. február 28. Sajtó alá rendezte. (Bp., 2005)

- Veszprém megye a Rákóczi-szabadságharcban. (Veszprém, 2005)

- Dézsmabérlet, hadellátás, katonaellátás. Dokumentumok. 1692–1706. (Lymbus könyvek. Bp., 2007).